# In primo piano (Eros Ramazzotti)
In primo piano è un singolo del cantautore italiano Eros Ramazzotti, pubblicato il 14 dicembre 2018 come secondo estratto dal quattordicesimo album in studio Vita ce n'è.
Il brano è stato scritto da Jovanotti, dal suo tastierista Christian Rigano e dal suo storico chitarrista Riccardo Onori. 

## Video musicale
Il videoclip è stato pubblicato il 12 dicembre 2018 sul canale Vevo-YouTube del cantante ed è stato girato all'interno di una stanza nel quale il cantante suona il pianoforte.